# Ural Północny
Ural Północny (ros. Северный Урал) – środkowa część łańcucha górskiego Ural w Rosji. Stanowi fragment umownej granicy między Europą i Azją. Ciągnie się z północy na południe, od źródeł rzeki Peczora, za którą znajduje się Ural Subpolarny, do szczytu Oslanka (1119 m), za którym znajduje się Ural Środkowy.
Długość tej części Uralu wynosi 550 km, a jej szerokość od 150 do 200 km. Administracyjnie znajduje się w Chanty-Mansyjskim Okręgu Autonomicznym – Jugra, Republice Komi, obwodzie swierdłowskim i Kraju Permskim.

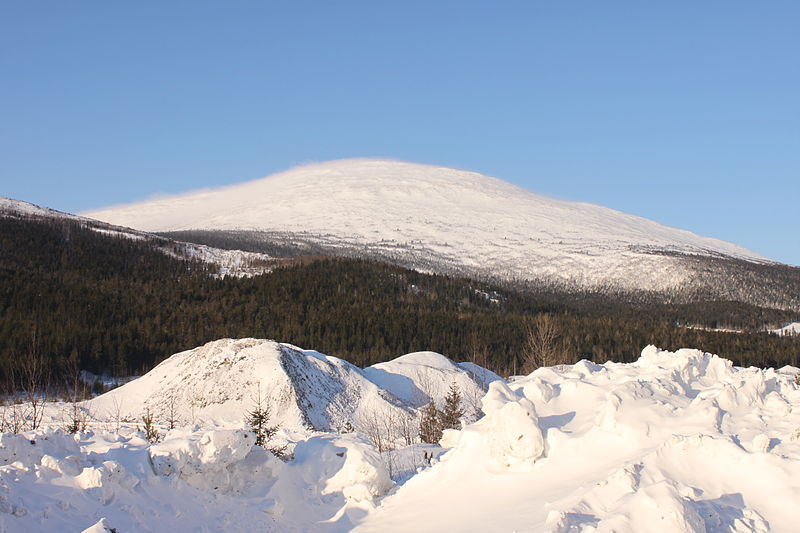
Koswinskij Kamien´

## Geografia i geologia
Ural Północny składa się z szeregu równoległych grzbietów (o średniej wysokości 1000–1200 metrów) oraz podłużnych obniżeń. Charakteryzuje się łagodnymi zboczami i spłaszczonymi szczytami. Najwyższe szczyty to: Telpoziz (1617 m), Kołżakowskij Kamien´ (1569 m), Koswinskij Kamien´ (1519 m) i Dienieżkin Kamien´ (1493 m).
Ural Północny zbudowany jest z prekambryjskich i paleozoicznych kwarcytów, piaskowców i wapieni z intruzjami skał magmowych.

## Klimat
Klimat kontynentalny. Zimny i wilgotny. Średnia temperatura stycznia ok. -17 °C, lipca ok. 14 °C. Roczna suma opadów 500–600 mm.

## Przyroda
Na zboczach do wysokości 700– 800 metrów tajga (świerk, jodła, modrzew, rzadziej sosna), powyżej tundra. Część Uralu Północnego znajduje się na terenie Parku Narodowego „Jugyd Wa”. Znajdują się tu też rezerwaty przyrody: Peczorsko-Iłycki Rezerwat Biosfery (na północy graniczy z Parkiem Narodowym „Jugyd Wa”), Rezerwat przyrody „Wiszerskij” i Rezerwat przyrody „Dienieżkin Kamien´”.  Fauna Uralu Północnego ma charakter typowy dla tajgi, występują tu niedźwiedzie brunatne, sobole, kuny, rosomaki i łosie, a także około 200 gatunków ptaków. 
Największą miejscowością w pobliżu Uralu Północnego jest Peczora.
Na granicy Republiki Komi i obwodu swierdłowskiego znajduje się szczyt Chołatczachl (1097 m) na zboczu którego doszło do wydarzenia znanego pod nazwą Tragedia na przełęczy Diatlowa.